# Деревняк деревоподібний
Деревняк деревоподібний (Climacium dendroides) — вид мохів порядку гіпнобрієвих (Hypnales).

## Поширення
Ареал охоплює такі частини світу: Європа, Північна Америка, Азія, Нова Зеландія.
Населяє середньовологі чи водні мікробіотопи, вздовж і в потоках, окрайці ставків і озер, болота, просочування, гірські западини, органічні субстрати; від низьких до високих висот.

## Характеристика
Рослини від темно-зелених до жовтуватих, блискучі в сухому стані. Стеблові листки з тупою верхівкою; гілкові листки з тупою верхівкою. Коробочка коротко видовжено-циліндрична, 1.5–3(4) мм.

## Галерея

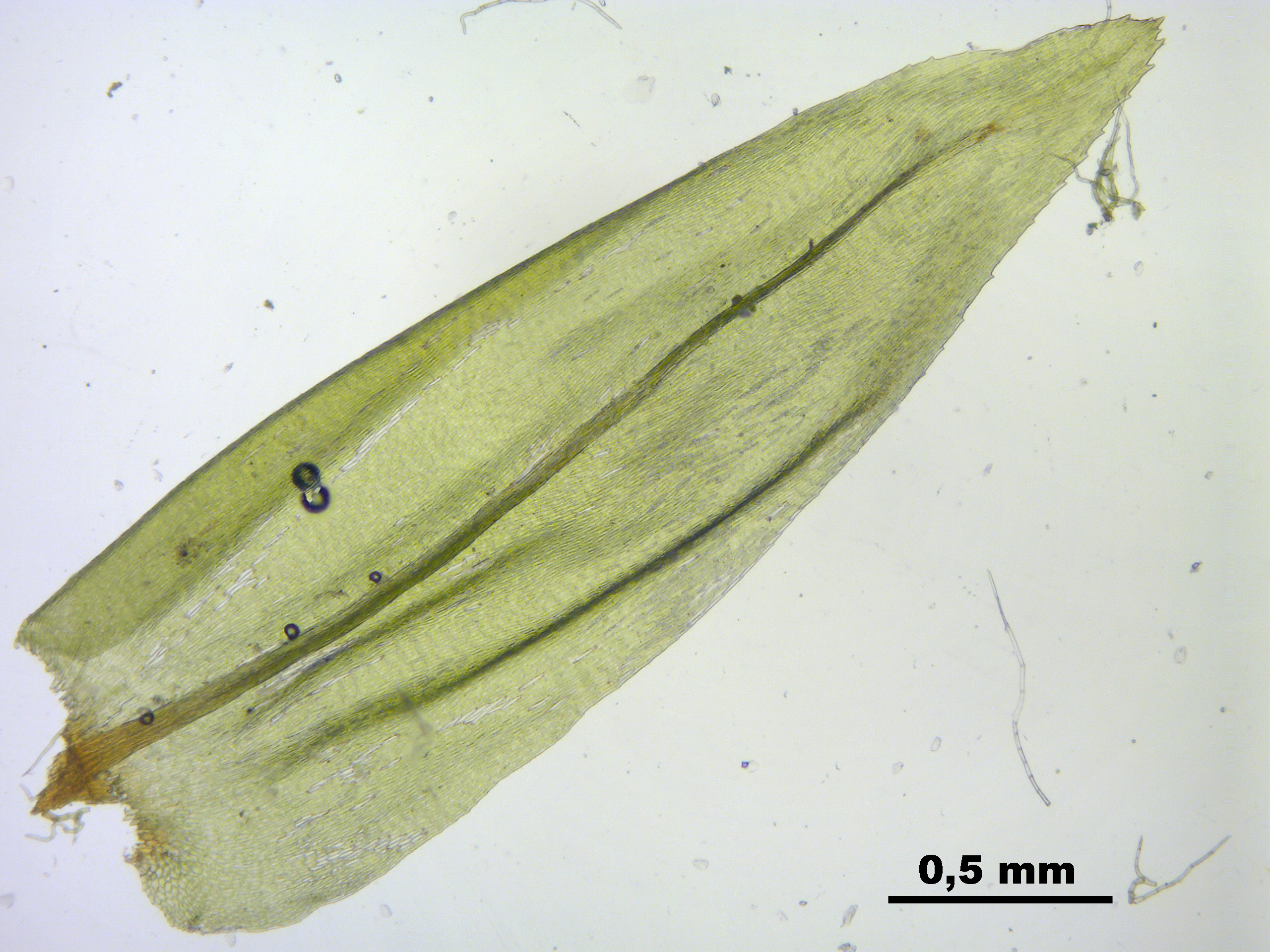
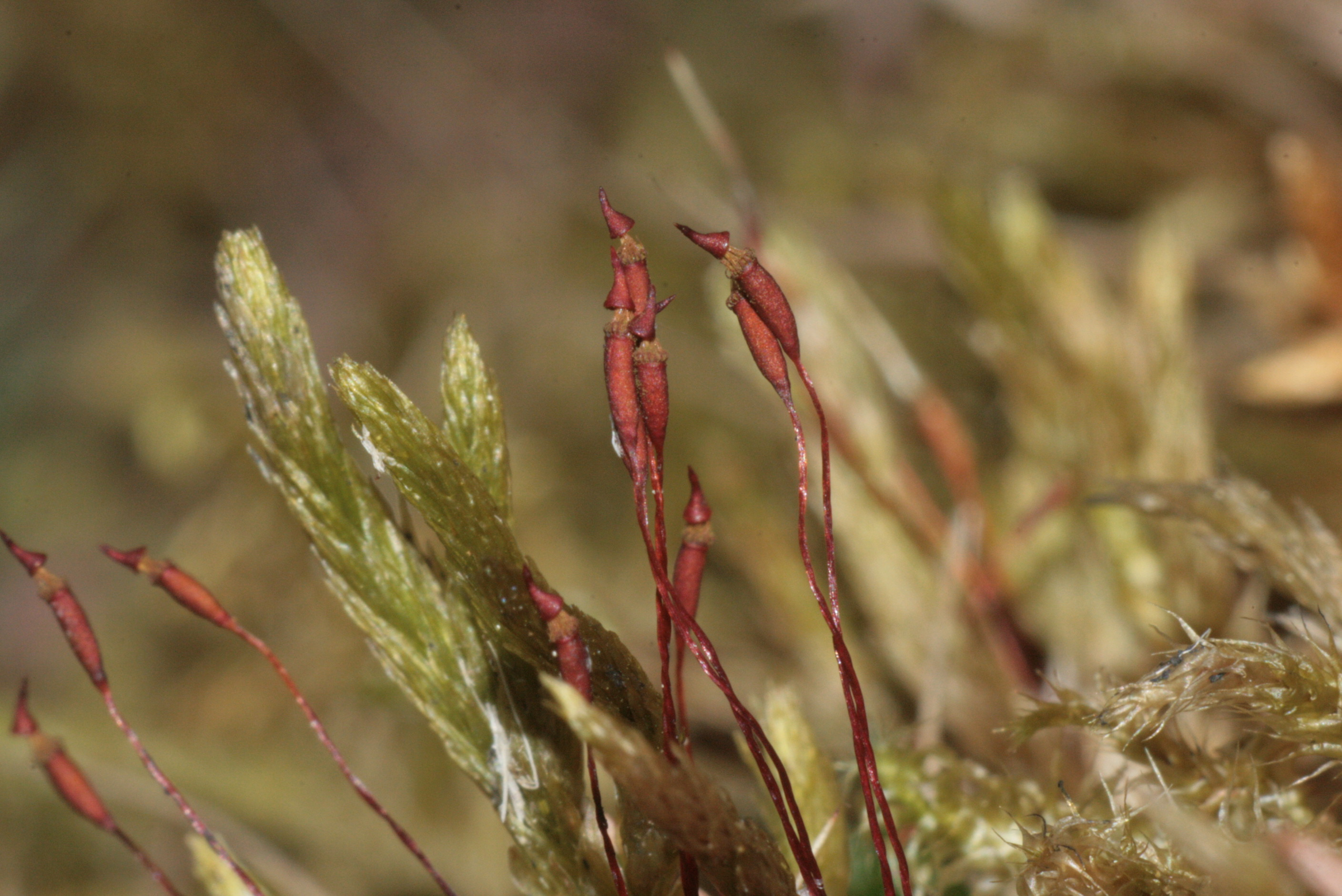
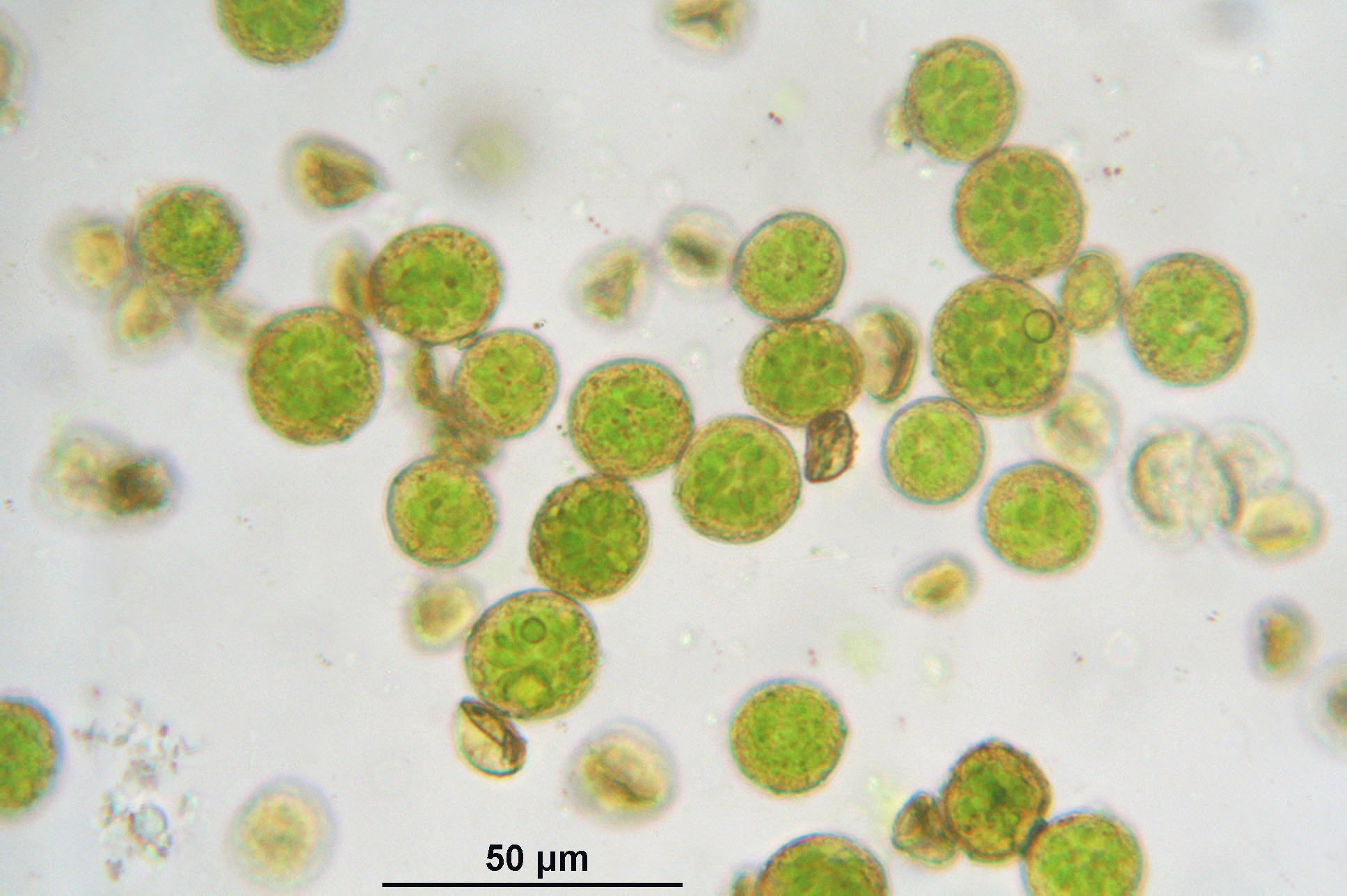